# Cutie de Le Gallen
Cutia legalleni
Espèce
Statut de conservation UICN

 NT  : Quasi menacé
Synonymes
- Cutia nipalensis legalleni

La Cutie de Le Gallen (Cutia legalleni) est une espèce de passereaux de la famille des Leiothrichidae. Jusqu'en 2006, elle était considérée comme une sous-espèce de Cutia nipalensis.

## Répartition
Son aire de répartition s'étend sur le Sud-Est du Laos et le Viêt-nam.

## Liste des sous-espèces
Selon GBIF (12 juin 2025) :
- Cutia legalleni hoae J.C.Eames, 2002
- Cutia legalleni legalleni Robinson & Kloss, 1919

## Dénominations
Ce taxon porte en français le nom vernaculaire ou normalisé suivant : Cutie de Le Gallen.

## Systématique
Le nom valide complet (avec auteur) de ce taxon est Cutia legalleni Robinson (d) & Kloss, 1919.

### Étymologie
Son épithète spécifique, legalleni, et son nom vernaculaire « de Le Gallen », lui été donnés en l'honneur de l'administrateur colonial Maurice Le Gallen (1873-1919).